# 8702 Nakanishi
8702 Nakanishi este un asteroid din centura principală de asteroizi.

## Descriere
8702 Nakanishi este un asteroid din centura principală de asteroizi. A fost descoperit pe 14 noiembrie 1993 la Nyukasa de Masanori Hirasawa și Shohei Suzuki. Asteroidul prezintă o orbită caracterizată de o semiaxă mare de 2,21 ua, o excentricitate de 0,10 și o înclinație de 4,6° în raport cu ecliptica.